# Grafo de Dyck
En el área matemática de la teoría de grafos, el Grafo de Dyck es un grafo 3-regular no dirigido de 32 vértices y 48 aristas, definido por el matemático alemán Walther von Dyck en 1881.

## Galería

Dibujo alternativo.
Su número cromático es 2.
Su índice cromático es 3.